# اتوریکشا
اتوریکشا (به انگلیسی: Auto rickshaw) یا موتور سه‌چرخ یا سه‌پاچه یا توک-توک (نامی که بیشتر در تایلند کاربر دارد)  (نامی که در عراق به کار برده میشود)خودرو و در واقع موتورسیکلتی است سه چرخه که یکی از عمده‌ترین روش‌های حمل مسافرهای درون‌شهری در بسیاری از کشورها در سراسر جهان، به ویژه در مناطقی که آب و هوای گرمسیری یا نیمه گرمسیری دارند و از جمله بسیاری از کشورهای در حال توسعه مانند هند، پاکستان، نپال، بنگلادش، فیلیپین، سریلانکا، هنگ کنگ، سودان، تایلند، افغانستان و چند کشور دیگر به‌شمار می‌رود. اتو ریکشا هم به عنوان یک وسیله نقلیه کرایه‌ای و هم برای استفاده خصوصی بکار می‌رود و پررونق‌ترین وسیله برای حمل و نقل افرادی است که پول کافی برای استفاده از تاکسی ندارند.
اتوریکشا گونهٔ موتوردار شدهٔ ریکشای سنتی است. ریکشای سنتی یک گاری کوچک دو یا سه چرخه‌است که توسط یک انسان کشیده می‌شود و اگر مانند دوچرخه با رکاب زدن حرکت کند به آن ریکشای رکابی می‌گویند.
شمار کمی از اتوریکشاها را می‌توان امروزه در خیابان‌های شهرک چینی‌های لندن و برخی نقاط دیگر اروپا دید، اگرچه بیش‌تر توسط گردشگران و نه مردم محلی استفاده می‌شود.
اغلب اتوریکشاهای هند ساخت کارخانه باجاج آتو هستند؛ که در مدل‌های مختلف برای حمل تعداد متفاوتی از مسافر یا بار تولید شده‌اند. اتوریکشاهای معمولی برای حمل دو مسافر طراحی شده و حداکثر ظرفیت حمل سه نفر را دارند. این وسیله بسیار کم مصرف بوده و مکانیزم ساده‌ای دارد از این رو متناسب با اقتصاد کشورهای کم درآمد است. در بسیاری از شهرهای هند این وسیله به شکل دوگانه سوز برای استفاده از گاز مایع یا گازی در کنار بنزین تبدیل شده‌است. در برخی از شهرها مانند بمبئی به اختصار به آن اتو و در بعضی شهرها مثل پونا و بوپال به آن ریکشا می‌گویند.
این وسیله را در افغانستان و به‌ویژه در هرات به نام «زرنج» می‌شناسند. شاید به این دلیل که نخست، شهر زرنج مرکز ولایت نیمروز محل اصلی بسته‌بندی و استفاده از این وسیله نقلیه بود که بعداً به دیگر نقاط افغانستان گسترش یافت.